# انسيس ترواعيسى (تروا عيسى)
انسيس ترواعيسى هو دُوَّار يقع بجماعة تقي، عمالة أكادير إدا وتنان، جهة سوس ماسة في المملكة المغربية. ينتمي الدوّار لمشيخة تروا عيسى التي تضم 8 دواوير. يقدر عدد سكانه بـ 330 نسمة حسب الإحصاء الرسمي للسكان والسكنى لسنة 2004.

## روابط خارجية
- البوابة الوطنية للجماعات الترابية
- المندوبية السامية للتخطيط